# 比爾·羅賓遜
比爾·「柏貞格」·羅賓遜（英文：Bill "Bojangles" Robinson，1878年5月25日—1949年11月25日），是位美國踢踏舞者以及演員。
在20世紀初期，他是最有名、演出價格最高的非裔美國表演者。他漫長的演出生涯，反映了美國演藝圈品味和技術上的改變。從早期的黑臉秀、雜耍表演，再到百老匯、唱片業、好萊塢演出和電視。根據舞蹈評論家馬歇爾‧貝爾斯登說：「羅賓遜對踢踏舞有巨大的特殊貢獻，他使用腳尖跳踢踏舞、上半身直立、使用搖擺樂（Swing）。他最有名的演出舞碼是階梯舞（stair dance），羅賓遜會在一個階梯上跳舞，這已經可說是他的專利。」他最為人所知的就是在30年代跟秀蘭·鄧波兒的一系列電影。
羅賓遜善用他的知名度去挑戰並克服當時種族的不平等，他成為了:
- 第一批黑臉秀與雜耍表演不需要畫黑臉妝的演出者
- 第一位早期非裔美國人可以有單獨的演出（solo），這點改變了早期演出者的「two colored rule」（黑人不能有solo的演出規則）
- 第一位非裔美國人參與百老匯秀，Blackbirds of 1928（英语：Blackbirds of 1928）
- 第一位非裔美國在好萊塢大螢幕上跳舞演出（跟秀蘭·鄧波兒在電影小上校（英语：The_Little_Colonel）中演出）
- 第一位同時僱請白人和黑人表演者推出百老匯推出製作

對於羅賓遜致力於種族平等的事情，在充滿偏見的年代，他也曾經遭受過嚴厲的評論，甚至有評論家稱呼他為「湯姆叔叔」。羅賓遜深深的討厭這樣的批評，而他的傳記作者曾表示，他非常的努力克服種族不平等問題，在這個有偏見的年代這樣地評論他是不完整的。
在公共社會方面，羅賓遜曾經：
- 說服達拉斯警察局僱用非裔美國人當警察。
- 勸說羅斯福總統在二戰時平等對待非裔美國人的士兵。
- 在邁阿密舉辦了公開的募款演出，也是第一場允許黑人和白人同時當觀眾的演出。

羅賓遜在1949年過世，雖然他有著當時最高的演出價碼，但是他的葬禮是由他的朋友埃德·沙利文所支付。
羅賓遜給予晚輩許多支持像是佛雷·亞斯坦、蓮納·荷恩、傑西·歐文斯，還有Nicholas brothers。Sammy Davis, Jr. 和 Ann Miller 都稱呼他為心靈導師，Miller 甚至說「他改變了我人生的課題」。格雷戈里·海因斯製作了一個羅賓遜的自傳電影《Bojangles》。
在1989年，美國國會訂定五月25日羅賓遜的生日為國際踢踏日。